# Diego Velázquez
Diego Rodríguez de Silva y Velázquez (ochrzczony 6 czerwca 1599 w Sewilli, zm. 6 sierpnia 1660 w Madrycie) – hiszpański malarz, przedstawiciel baroku, portrecista, nadworny malarz króla Filipa IV.

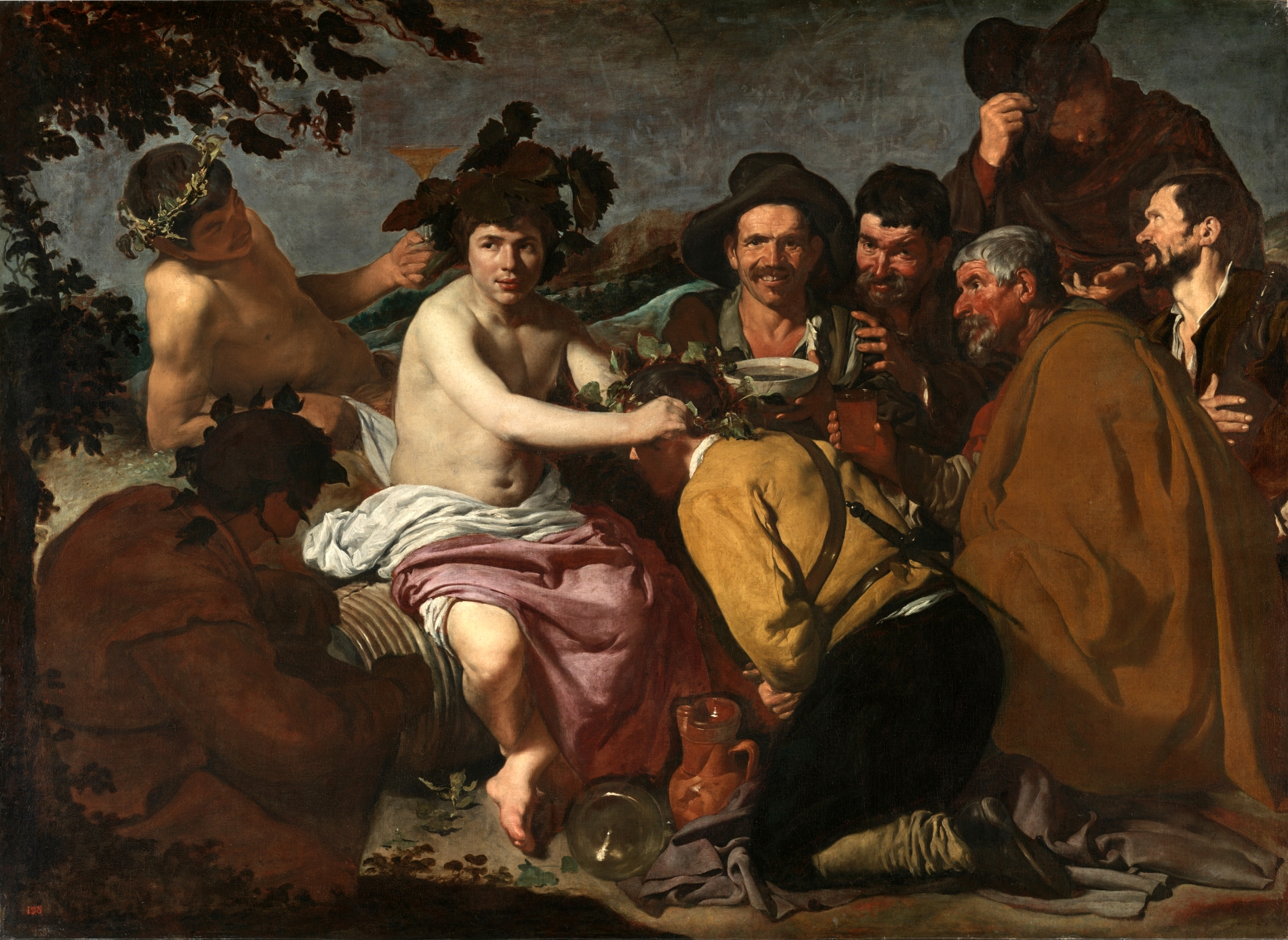
Triumf Bachusa (1628-29), Prado, Madryt

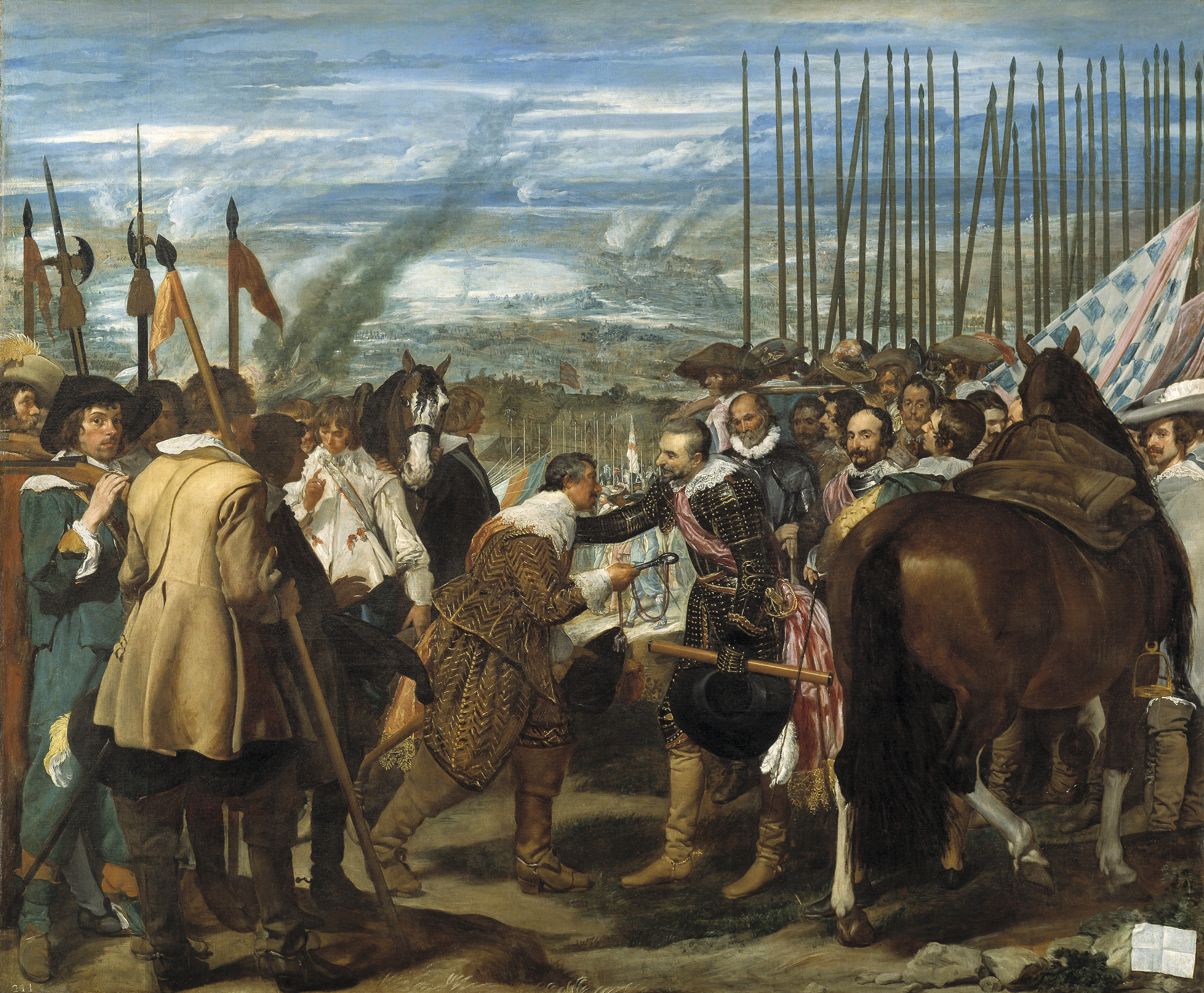
Poddanie Bredy (1634-35), Prado, Madryt

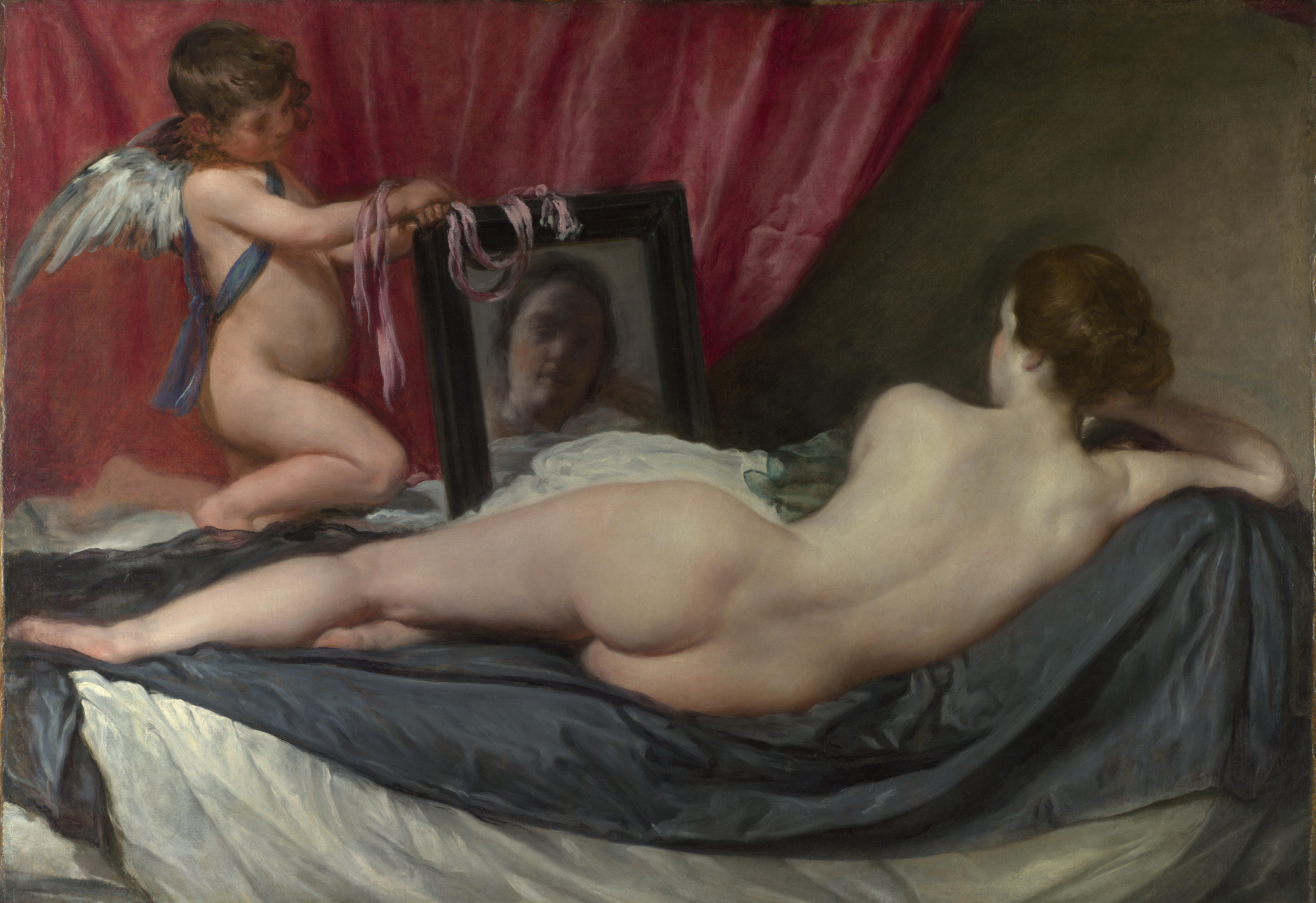
Wenus z lustrem (1647–51), National Gallery w Londynie

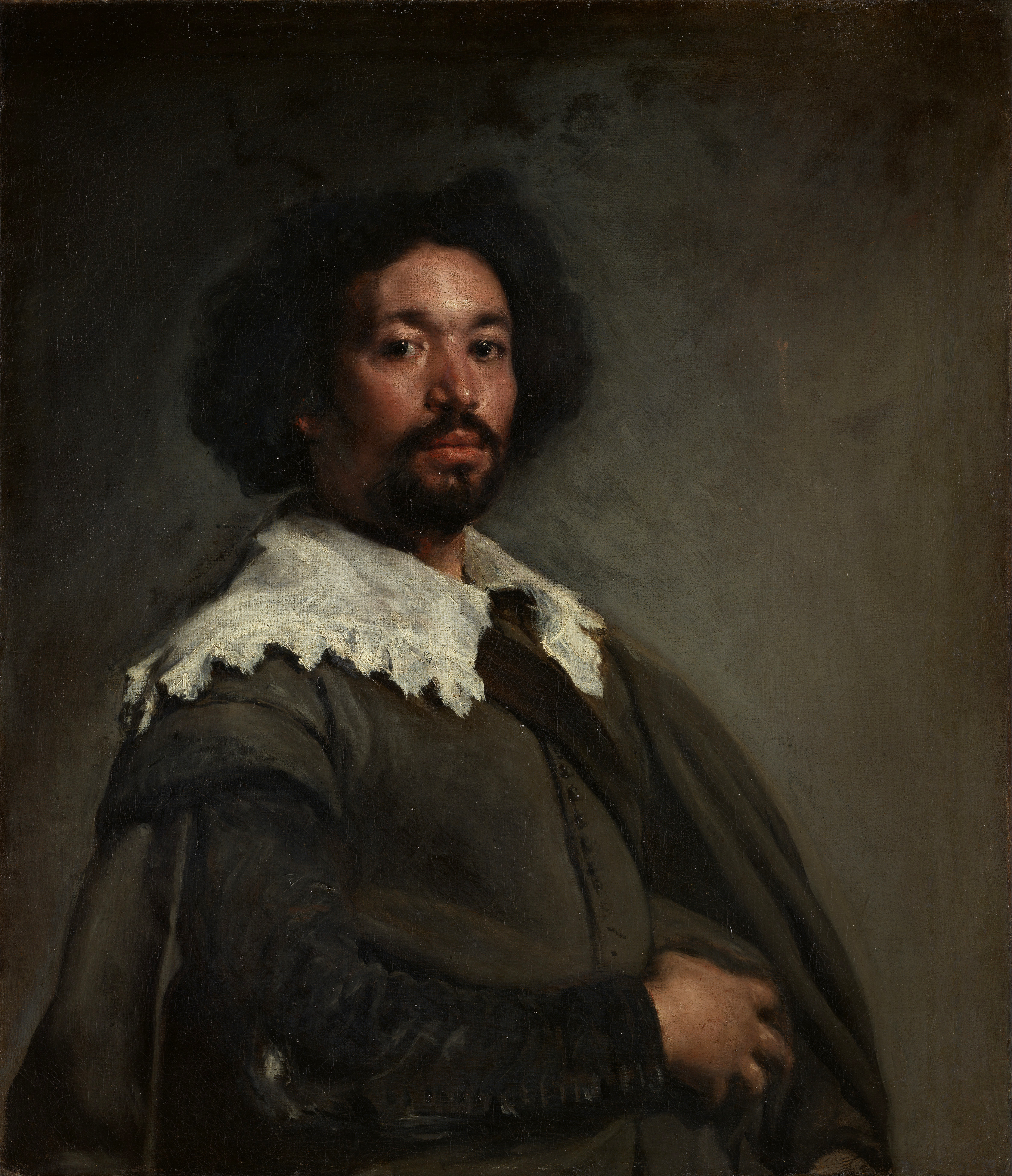
Portret Juana de Pareja (ok. 1650), Metropolitan Museum of Art, Nowy Jork

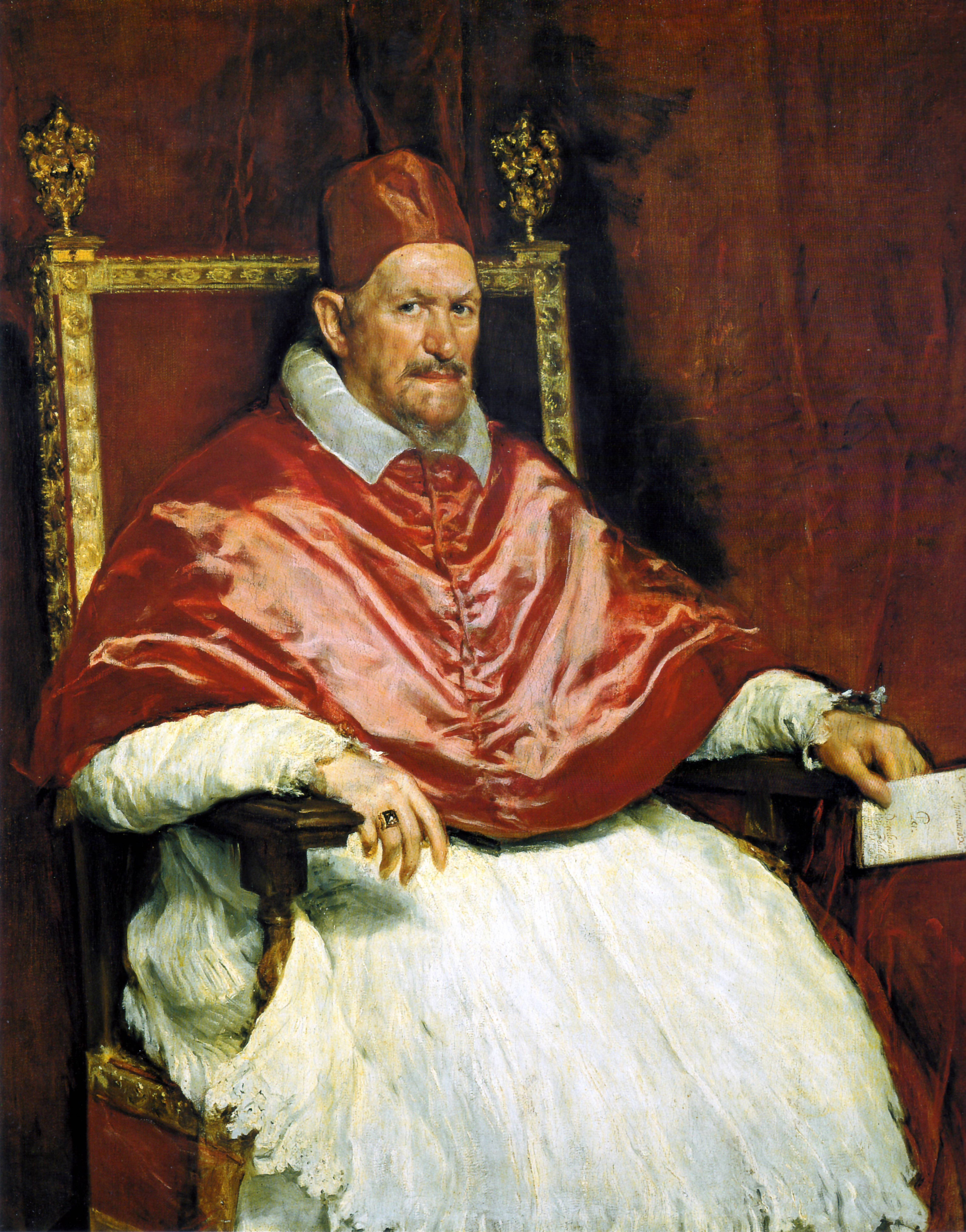
Portret papieża Innocentego X (1650), Galleria Doria Pamphili, Rzym

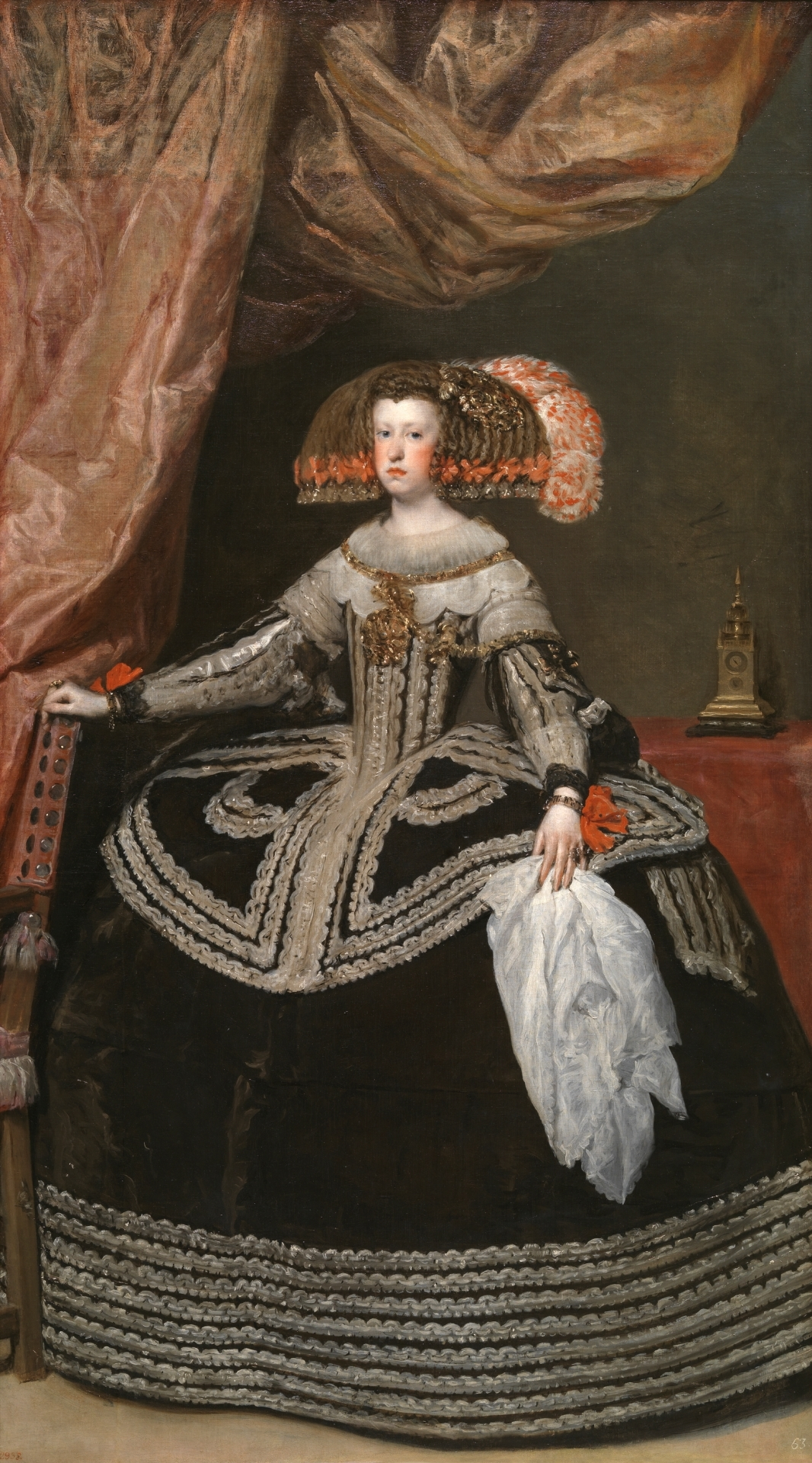
Arcyksiężna Maria Anna, królowa Hiszpanii (1652-53), Prado, Madryt

Panny dworskie (1656), Prado, Madryt

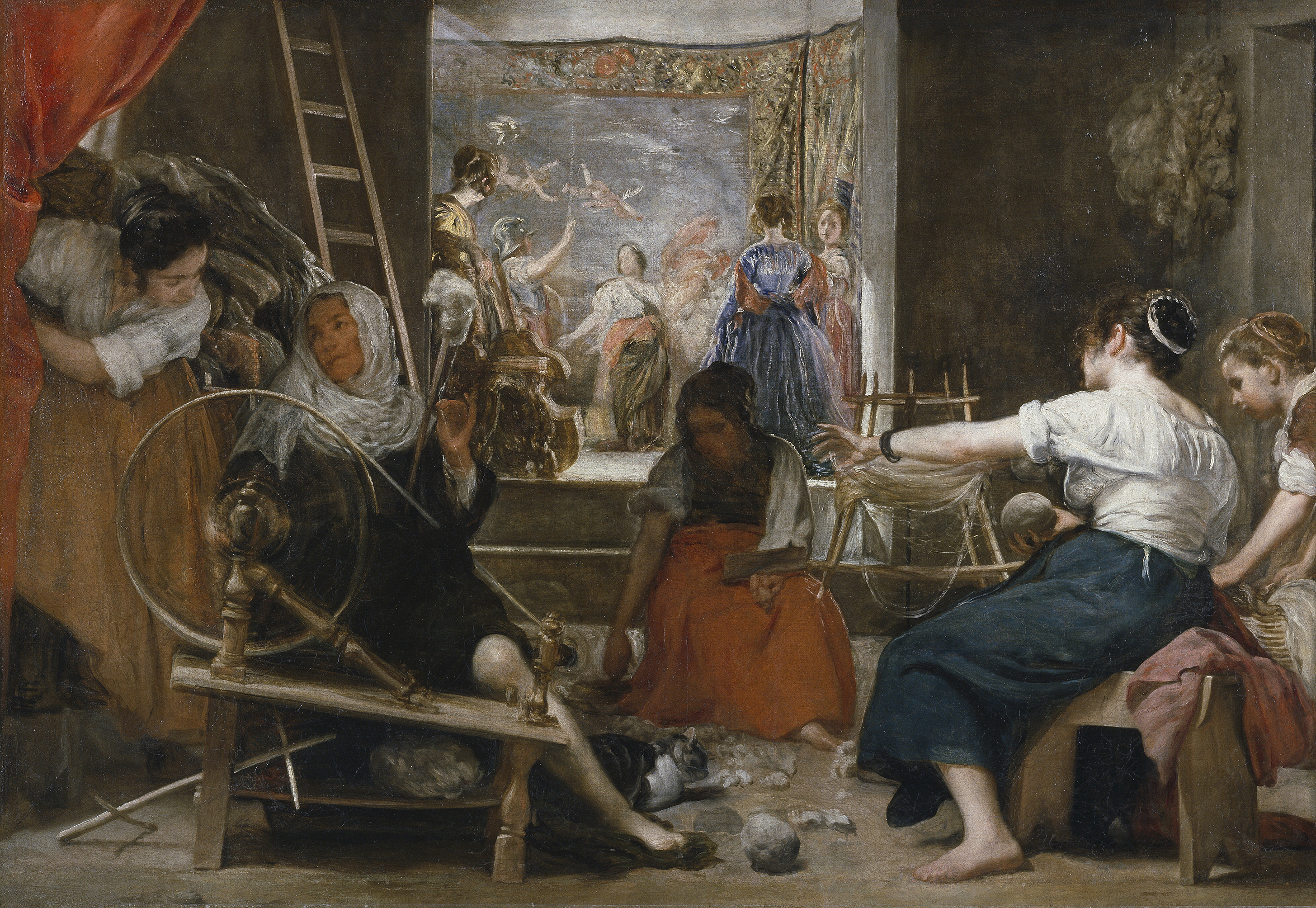
Baśń o Arachne (ok. 1656), Prado, Madryt

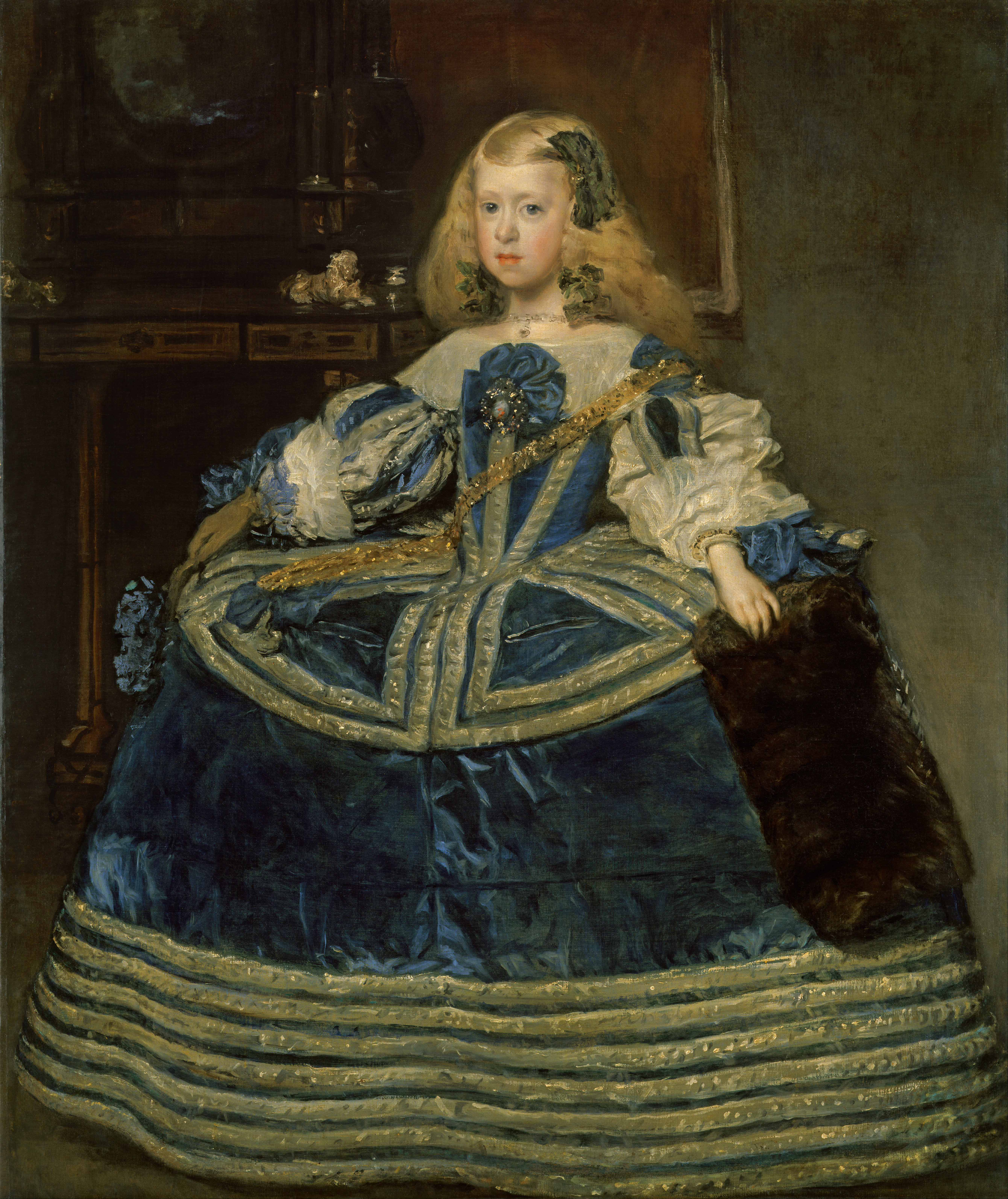
Portret infantki Małgorzaty w wieku ośmiu lat (1659), Kunsthistorisches Museum, Wiedeń

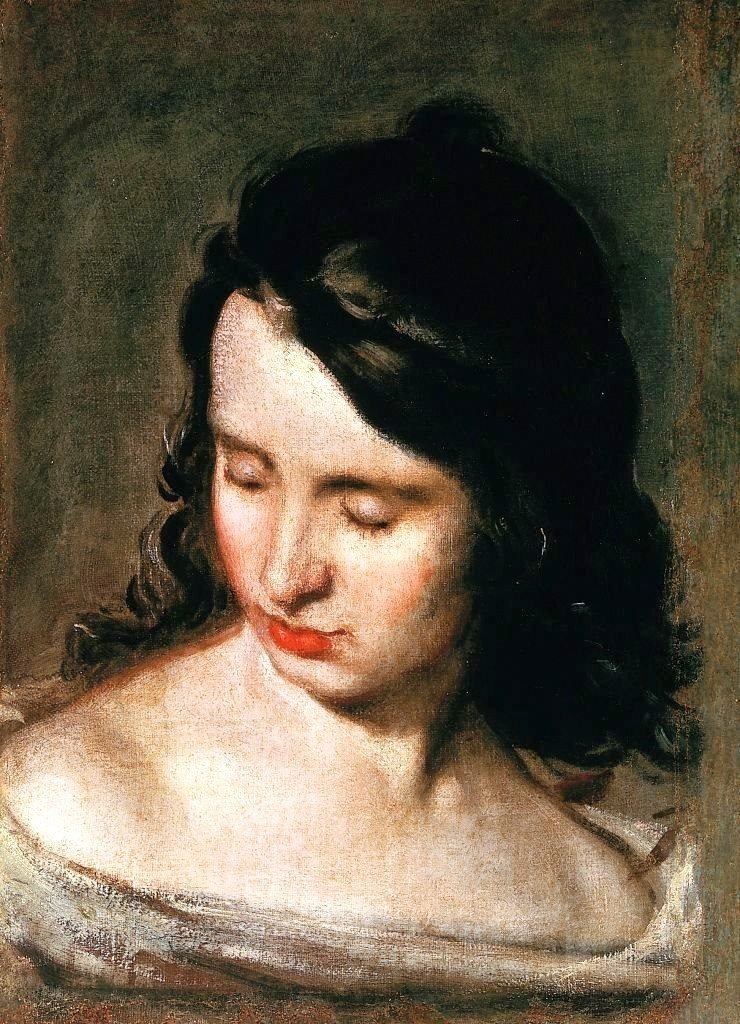
Niewidoma (2 poł. XVII w.), Muzeum Narodowe w Poznaniu

## Życie
Był najstarszym synem z siedmiorga dzieci Juana Rodrígueza de Silva, wywodzącego się ze szlacheckiej rodziny portugalskiej i Jeronimy Velázquez. Do historii sztuki przeszedł pod nazwiskiem matki.
Początkowo odebrał wykształcenie humanistyczne, lecz ze względu na swe uzdolnienia artystyczne rozpoczął naukę w tym kierunku. Przez krótki czas jego pierwszym nauczycielem był znany ówczesny malarz Francisco de Herrera. Następnie przez 6 lat uczył się pod kierunkiem Francisca Pacheca. 14 maja 1617 został przyjęty do cechu malarzy w Sewilli i z pomocą Pacheco założył własną pracownię. W 1618 ożenił się z jego córką Juaną, z którą miał dwie córki (Francisca ur. w 1619 i Ignacia ur. w 1621). W 1622 roku wyjechał na krótko do Madrytu. W rok później został wezwany przez ministra króla Filipa IV Olivaresa (pochodzącego z Sewilli) i został mianowany nadwornym malarzem. W roku 1624 na stałe przeniósł się do Madrytu. W tym okresie poznał przebywającego w Madrycie Rubensa. Wtedy zapragnął udać się w podróż do Włoch i uzyskał na tę wyprawę królewskie pozwolenie.
W latach 1629–1631 przebywał we Włoszech, gdzie odwiedził kolejno Genuę, Mediolan, Weronę, Wenecję, Ferrarę, Cento, Loreto, Bolonię, Rzym i Neapol. Najwięcej czasu spędził w Rzymie. Wyprawa miała głównie charakter poznawczy. Malarz zetknął się bezpośrednio ze sztuką włoską, studiując i kopiując dzieła wielkich mistrzów: Rafaela, Michała Anioła, Tycjana i Tintoretta. W Neapolu poznał Riberę. Po powrocie do Madrytu został zaangażowany do prac dekoracyjnych w nowej siedziby królewskiej – Pałacu Buen Retiro oraz tzw. Salonu Królestw.
W 1645 r., wkrótce po otrzymaniu stanowiska nadintendenta, został zarządcą konstrukcji Pokoju Oktagonalnego w madryckim Alkazarze. Nominacja ta, uzyskana kosztem jednego z artystów, doprowadziła jednak do znacznych napięć między dworskimi malarzami. Velázquez, aby załagodzić spór, poprosił o zezwolenie na wyjazd do Włoch.
Podczas drugiej podróży włoskiej w latach 1649–1651 (głównie w celu zakupu obrazów i zgromadzenia informacji przydatnych dla utworzenia planowanej Hiszpańskiej Akademii Królewskiej) artysta odwiedził Genuę, Wenecję, Modenę, Parmę, Bolonię, Neapol i Rzym. Dokonał zakupu dzieł m.in. Veronesego i Tintoretta. Spotkał się z takimi artystami jak: Pietro da Cortona, Nicolas Poussin, Mattia Preti oraz rzeźbiarz Giovanni Lorenzo Bernini. W 1650 przyjęto go do rzymskiej Akademii św. Łukasza.
W 1659 został Rycerzem Zakonu Świętego Jakuba. Zmarł po krótkiej chorobie w wieku 61 lat. Pochowany został w madryckim kościele św. Jana. W siedem dni później zmarła jego żona. Na pomniku artysty w Sewilli znajduje się dedykacja: „Malarzowi prawdy”.

## Twórczość
Obok van Dycka i Rembrandta był najwybitniejszym portrecistą XVII w. Malował też obrazy religijne i mitologiczne, a także sceny rodzajowe.
Z okresu sewilskiego zachowało się 20 obrazów i 2 rysunki. Był to czas intensywnych poszukiwań formalnych i krystalizacji zainteresowań. Malował przede wszystkim obrazy religijne dla miejscowych kościołów i klasztorów. Powstało wtedy dziewięć obrazów rodzajowych, tzw. bodegonów (połączenie tematu rodzajowego z martwą naturą), tematycznie związanych z kuchnią i przygotowaniem posiłków (np. Śniadanie, Stara kucharka, Dwaj mężczyźni przy posiłku), wykazujących silny wpływ naturalizmu Caravaggia. Trzeci typ obrazów splatał oba te wątki tematyczne (np. Chrystus w domu Marty i Marii, Wieczerza w Emaus) – z charakterystycznym motywem obrazu w obrazie na drugim planie. Obrazy sewilskie cechuje silny modelunek światłocieniowy, intymny nastrój, oszczędność środków wyrazu, ciemna nasycona tonacja barwna.
W 1623 został malarzem nadwornym króla Filipa IV. Zarzucił tematykę rodzajową i zajął się przede wszystkim portretem. Wykonywał portrety reprezentacyjne i dworskie, głównie króla Filipa IV (ponad 30) i członków jego rodziny, dworzan (seria karłów i błaznów) oraz znanych postaci bywających na dworze hiszpańskim. Były to najczęściej figury pojedyncze, całopostaciowe i dość statyczne. Artysta unikał patosu, gwałtownych ruchów i wyszukanych póz. Malując członków rodziny królewskiej nawiązywał do schematu portretu reprezentacyjnego, wypracowanego w XVI w. przez takich portrecistów, jak Alonso Sánchez Coello i Juan Pantoja de la Cruz. Do najbardziej reprezentatywnych jego płócien należą portrety konne, choć artysta słabo sobie radził z przedstawianiem koni. Jego konie są niezgrabne, nieforemne, równie słabe jak konie Goi. Najbardziej poruszające, najgłębsze od strony psychologicznej są portrety karłów i błaznów królewskich, powstałe głównie w latach 30. i 40. XVII w.
Jedynym zachowanym obrazem historycznym Velázqueza jest olbrzymie płótno Poddanie Bredy (Lance), namalowane na zamówienie królewskie do rezydencji Buen Retiro, dla upamiętnienia zakończonego sukcesem oblężenia Bredy przez Spinolę w 1625 r., zaliczane do arcydzieł malarstwa europejskiego. Spośród kilku namalowanych przez niego aktów zachował się tylko jeden – Wenus z lustrem (leżący akt kobiety ujęty z tyłu). W 1628 sięgnął do tematyki mitologicznej (Triumf Bachusa), w następnych latach wątki te kilkukrotnie pojawiały się w jego twórczości. Podczas drugiego pobytu we Rzymie powstały dwa krajobrazy – widoki ogrodów Villi Medici, jedyne tego rodzaju w twórczości artysty, oraz znakomity portret papieża Innocentego X.
W ostatnich latach życia namalował niewiele obrazów, ale powstały wtedy takie arcydzieła, jak Panny dworskie (jedno z najważniejszych dzieł Velázqueza, kwintesencja malarstwa barokowego, które Luca Giordano nazwał „teologią malarstwa”), Prządki i Infantka Małgorzata w błękicie. Jego portrety drugiej żony Filipa IV, Marianny Austriackiej oraz infantki Małgorzaty Teresy łączą w sobie subtelną kolorystykę z pełną rozmachu kompozycją. Charakterystyczna dla jego obrazów jest niezwykła siła kolorytu i światłocienia.
Poczynając od XIX wieku, dzieła Velázqueza stały się inspiracją dla wielu malarzy, szczególnie Francisca Goi i Édouarda Maneta (nazwał go „malarzem nad malarzami”). Wielu współczesnych artystów, między innymi Pablo Picasso i Salvador Dalí, złożyli hołd Velázquezowi, powołując się na jego obrazy w niektórych swoich sławnych dziełach. Oddziałał też na polskich artystów m.in. na Piotra Michałowskiego i Olgę Boznańską.
Najwięcej jego płócien (ponad 1/3 dorobku) znajduje się obecnie w muzeum Prado w Madrycie. Imponująca jest także seria portretów w Kunsthistorisches Museum w Wiedniu.

### Twórczość
- Trzej muzykanci – ok. 1617, 88 × 111 cm, Gemäldegalerie, Berlin
- Stara kucharka lub Stara kobieta smażąca jajka – 1618, 99 × 128 cm, National Gallery of Scotland, Edynburg
- Śniadanie lub Trzej mężczyźni przy posiłku – ok. 1618, 109 × 102 cm, Ermitaż, Sankt Petersburg
- Dziewczyna kuchenna ze sceną Wieczerzy w Emaus w tle – ok. 1618, 55 × 118 cm, Narodowa Galeria Irlandii, Dublin
- Chrystus w domu Marty i Marii – ok. 1618, 60 × 103 cm, National Gallery w Londynie
- Chłopi przy posiłku – 1618–19, 96 × 112 cm, Muzeum Sztuk Pięknych w Budapeszcie
- Pokłon Trzech Króli – 1619, 204 × 126 cm, Prado, Madryt
- Niepokalane Poczęcie – ok. 1619, 135 × 101,5 cm, National Gallery w Londynie
- Św. Jan na Patmos – ok. 1619, 135 × 102 cm, National Gallery w Londynie
- Mulatka – 1620, 55 × 105 cm, Detroit Institute of Arts
- Portret Cristobala Suareza de Ribery – 1620, 207 × 148 cm, Museo de Bellas Artes, Sewilla
- Nosiwoda z Sewilli – ok. 1620, 106 × 82 cm, Wellington Museum, Londyn
- Portret matki przełożonej Jeronimy de la Fuente – 1620, 162 × 107 cm, Prado, Madryt
- Nosiwoda z Sewilli – ok. 1621, 103 × 77 cm, Fondazione Contini Bonacossi, Florencja
- Portret Luisa de Gongora y Argote – 1622, 50 × 40,5 cm, Museum of Fine Arts, Boston
- Francisco Pacheco – 1619–22, 40 × 36 cm, Prado, Madryt
- Autoportret – 1622-23, 56 × 39 cm, Prado, Madryt
- Portret mężczyzny – ok. 1623, 55,5 × 38 cm, Prado, Madryt
- Portret diuka-hrabiego Olivaresa – 1624, 203 × 106 cm, Museu de Arte, São Paulo
- Filip IV – 1623-27, 198 × 101,5 cm, Prado, Madryt
- Portret Filipa IV w zbroi – ok. 1628, 57 × 44,5 cm, Prado, Madryt
- Triumf Bachusa lub Bachus wśród pijaków (Los Borrachos) – (1628-29), 165 × 225 cm, Prado, Madryt
- Portret Filipa IV Hiszpańskiego – ok. 1628, 201 × 102 cm, Prado, Madryt
- Ubiczowany Chrystus kontemplowany przez duszę chrześcijańską – 1626–28, 165 × 206,5 cm, National Gallery w Londynie
- Chrystus w Emaus 1628–29, 123 × 132,5 cm, Metropolitan Museum of Art, Nowy Jork
- Demokryt – 1628–29, 101 × 81 cm, Musee des Beaux-Arts, Rouen
- Portret Marianny Austriackiej – ok. 1630, 59,5 × 44,5 cm, Prado, Madryt
- Kuźnia Wulkana – 1630, 223 × 290 cm, Prado, Madryt
- Szata Józefa 1630, 233 × 250 cm, Escorial, Madryt
- Portret młodego mężczyzny – 1630–31, 89 × 69,5 cm, Stara Pinakoteka, Monachium
- Autoportret – ok. 1631, 101 × 81 cm, Galeria Uffizi, Florencja
- Chrystus na krzyżu – 1631, 100 × 57 cm, Prado, Madryt
- Filip III na koniu – ok. 1631, 300 × 314 cm, Prado, Madryt
- Portret Antonii de Ipenarriety z synem don Luisem – ok. 1631, 215 × 110 cm, Prado, Madryt
- Infant Baltazar Carlos z karłem – 1631, 128 × 102 cm, Museum of Fine Arts, Boston
- Diego del Corral y Arellano, sędzia Rady Najwyższej Kastylii – ok. 1631, 215 × 110 cm, Prado, Madryt
- Juana Pacheco, żona artysty jako Sybilla – ok. 1631, 62 × 50 cm, Prado, Madryt
- Portret Filipa IV lub W brązie i srebrze – ok. 1631–32, 195 × 110 cm, National Gallery w Londynie
- Król Filip IV – 1632, 127,5 × 86 cm, Kunsthistorisches Museum, Wiedeń
- Królowa Izabela Hiszpańska – 1632, 132 × 101,5 cm, Kunsthistorisches Museum, Wiedeń
- Chrystus ukrzyżowany – ok. 1632, 248 × 169 cm, Prado, Madryt
- Portret Don Juana Mateos – ok. 1632, 108,5 × 90 cm, Galeria Obrazów Starych Mistrzów w Dreźnie
- Portret Pabla de Valladolid – ok. 1635, 209 × 123 cm, Prado, Madryt
- Portret konny diuka-hrabiego Olivaresa – 1634, 313 × 239 cm, Prado, Madryt
- Portret konny królewicza Baltazara Carlosa – 1634-35, 209 × 174 cm, Prado, Madryt
- Portret Juana Martineza Montanesa – ok. 1635, 109 × 107 cm, Prado, Madryt
- Portret Filipa IV na koniu – ok. 1635, 126 × 93 cm, Pałac Pitti, Florencja
- Portret Filipa IV w stroju myśliwskim – ok. 1635, 189 × 124 cm, Prado, Madryt
- Błazen „Rudobrody” – ok. 1635, 198 × 121 cm, Prado, Madryt
- Portret kobiety – 1635, 123,7 × 101,7 cm, Gemäldegalerie, Berlin
- Dama z wachlarzem – ok. 1635 cm, Wallace Collection, Londyn
- Portret Filipa IV na koniu – 1631-36, 303 × 317 cm, Prado, Madryt
- Poddanie Bredy lub Lance – 1634-35, 307 × 370 cm, Prado, Madryt
- Portret diuka-hrabiego Olivaresa – 1638, 67 × 54.5 cm, Ermitaż, Sankt Petersburg
- Portret błazna Juana Calabazasa – 1637–39, 105,5 × 82,5 cm, Prado, Madryt
- Bóg Wojny Mars – 1640, 179 × 95 cm, Prado, Madryt
- Infant Baltazar Carlos – ok. 1640, 130,5 × 101 cm, Kunsthistorisches Museum
- Ezop – 1640, 179 × 94 cm, Prado, Madryt
- Kobieta z igłą lub Szyjąca – 1640, 74 × 60 cm, National Gallery of Art, Waszyngton
- Menip – 1639–41, 179 × 94 cm, Prado, Madryt
- Św. Paweł Pustelnik i św. Antoni Opat – ok. 1642, 257 × 188 cm, Prado, Madryt
- Don Sebastian de Morra – 1643–44, 106 × 81 cm, Prado, Madryt
- Koronacja Matki Boskiej – 1643–44, 176 × 134 cm, Prado, Madryt
- Filip IV pod Fragą – 1644, 135 × 98 cm, Frick Collection, Nowy Jork
- Francisco Lezcano lub Dziecko z Vallecas – 1643–45, 107 × 83 cm, Prado, Madryt
- Portret karła z książką na kolanach – około 1645, 106 × 82,5 cm, Prado, Madryt
- Portret Juana de Pareja – 1649-50, 81,5 × 70 cm, Metropolitan Museum of Art, Nowy Jork
- Portret błazna z psem – ok. 1650, 142 × 107 cm, Prado, Madryt
- Portret papieża Innocentego X – 1650, 140 × 120 cm, Galleria Doria Pamphili, Rzym
- Portret papieża Innocentego X – ok. 1650, 49 × 41 cm, National Gallery of Art, Waszyngton
- Niewidoma – (II poł. XVII w.), 46 × 35 cm, Muzeum Narodowe w Poznaniu
- Villa Medici w Rzymie (Dwaj mężczyźni u wejścia do groty) – 1650–51, 44 × 38 cm, Prado, Madryt
- Villa Medici w Rzymie (Pawilon Ariadny) – 1650–51, 48 × 42 cm, Prado, Madryt
- Wenus z lustrem lub Toaleta Wenus – 1647–51, 122 × 177 cm, National Gallery w Londynie
- Portret infantki Marii Teresy z Hiszpanii – 1652–53, 127 × 99 cm, Kunsthistorisches Museum, Wiedeń
- Arcyksiężna Maria Anna, królowa Hiszpanii – ok. 1653, 231 × 131 cm, Kunsthistorisches Museum, Wiedeń
- Panny dworskie (Las Meninas) lub Rodzina Filipa IV – 1656, 318 × 276 cm, Prado, Madryt
- Baśń o Arachne – 1655–1657, 167 × 252 cm, Prado, Madryt
- Baśń o Arachne – ok. 1656, 220 × 289 cm, Prado
- Prządki (Las hilanderas) lub Historia Arachne – ok. 1659 cm, 222 × 293 cm, Prado, Madryt
- Merkury i Argus – ok. 1659, 127 × 248 cm, Prado, Madryt
- Portret infantki Małgorzaty w wieku ośmiu lat – 1659, 127 × 107 cm, Kunsthistorisches Museum
- Portret infantki Małgorzaty – 1659–1660, 212 × 147 cm, Prado, Madryt